# Quảng Đức, Quảng Xương
Quảng Đức là một xã thuộc huyện Quảng Xương, tỉnh Thanh Hóa, Việt Nam.

## Địa giới hành chính
Xã Quảng Đức nằm ở phía bắc của huyện Quảng Xương.
- Phía đông giáp xã Quảng Minh, thành phố Sầm Sơn và xã Quảng Giao
- Phía nam giáp các xã Quảng Nhân và Quảng Ninh
- Phía tây giáp thị trấn Tân Phong
- Phía bắc giáp thị trấn Tân Phong và xã Quảng Định

## Lịch sử hành chính
Vùng đất thuộc xã Quảng Đức ngày nay, vào đầu thế kỉ 19 thuộc tổng Thái Lai, huyện Quảng Xương, phủ Tĩnh Gia, nội trấn Thanh Hóa.
Sau năm 1945, thuộc xã Tán Thuật. Năm 1948 xã Tán Thuật sáp nhập với xã Đức Mậu thành xã Quảng Đức, tên gọi Quảng Đức xuất hiện từ đây. Năm 1954, một phần lãnh thổ xã Quảng Đức được tách ra để lập xã Quảng Phong.
Xã Quảng Đức mới gồm có 5 làng:
- Làng Phú Đa: từ đầu thế kỉ 19 đến thời vua Đồng Khánh là thôn Phú Đa thuộc xã Quang Tiền, tổng Thái Lai. Năm 1953 chia thành 4 xóm: Vinh, Quang, Học và Tiến.
- Làng Tiền Thịnh: trước là Dực Thượng, đầu thế kỉ 19 là thôn Tiền Thịnh thuộc xã Quang Tiền, đến thời vua Đồng Khánh là thôn Tiền Định. Năm 1953 chia thành 5 xóm: An, Toàn, Tiền, Thịnh và Vượng.
- Làng Quang Tiền: trước là Trung Giữa, đầu thế kỉ 19 là thôn Trung thuộc xã Quang Tiền. Năm 1953 chia thành 3 xóm: Đông, Đình và Trang.
- Làng Thần Cốc: thời Đồng Khánh là thôn Thần Cốc thuộc xã Oanh Cốc. Năm 1953 chia thành 2 xóm: Cao và Sơn.
- Làng Hà Trung: từ đầu thế kỉ 19 đến thời vua Đồng Khánh là thôn Hà Trung thuộc xã Oanh Cốc. Năm 1953, làng chia thành 3 xóm: Trung, Thành và Thắng.

Hiện nay toàn xã có 14 xóm.